# Andrés Ponce
Andrés Fabián Ponce Núñez, né le 11 novembre 1996 à Maracaibo (Venezuela), est un footballeur international vénézuélien, qui évolue au poste d'attaquant.
Il est le frère du footballeur Jaime Ponce.

## Biographie

### Carrière en club
Le 27 juillet 2018, il s'engage avec le club russe de le Anji Makhatchkala, en Première Ligue. Il joue son premier match avec le Anji le 6 août 2018, face au FK Oufa, en étant titulaire, puis remplacé à la 71e minute de jeu par Apti Akhyadov (défaite 3-0 au Neftyanik Stadium). Ce match entre dans le cadre du championnat russe 2018-2019.

### Carrière en sélection
Avec les moins de 20 ans, il participe au championnat sud-américain des moins de 20 ans en 2015. Lors de cette compétition, il joue trois matchs : contre le Chili, le Brésil, et la Colombie. Il est capitaine contre le Brésil.
Le 22 janvier 2016, il est convoqué pour la première fois avec l'équipe nationale par Noel Sanvicente, pour un match amical face au Costa Rica. Le 2 février, il entre en jeu à la 54e minute en remplaçant Johan Moreno.
Le 10 mai 2016, il est inclus dans la liste des 31 joueurs sélectionnés par l'entraîneur Rafael Dudamel pour la Copa América Centenario.

## Palmarès
- AS Livourne
  - Vainqueur de la Serie C en 2018